# Alex Hürzeler

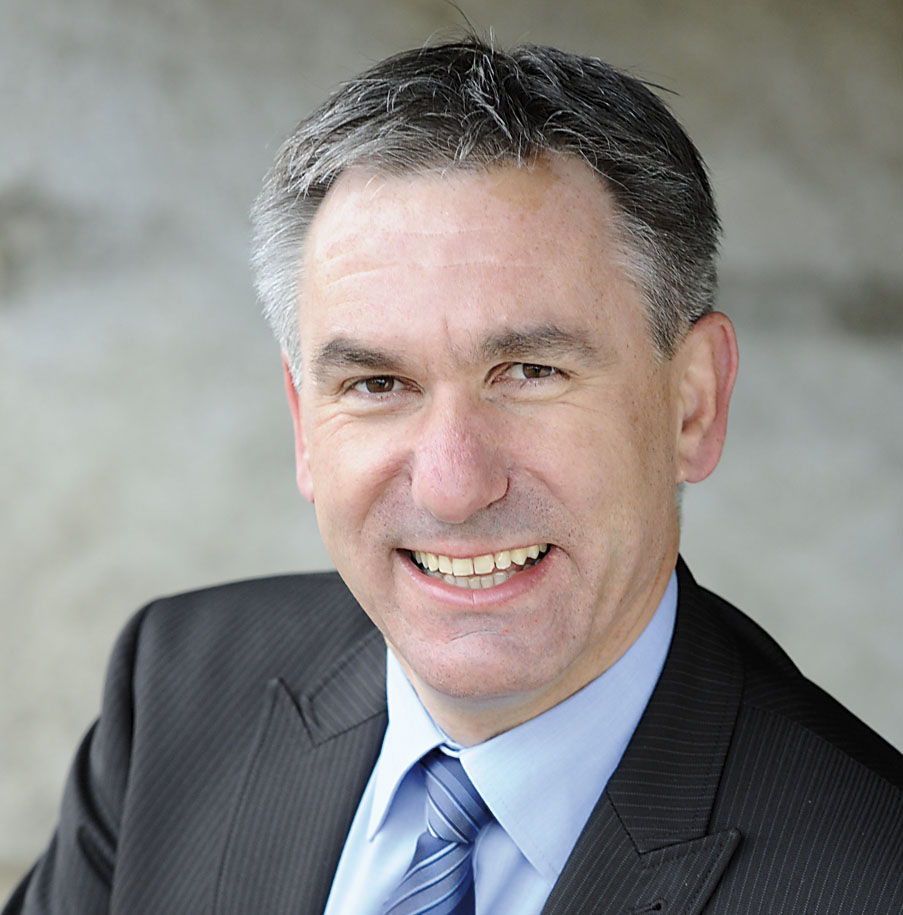
Alex Hürzeler, 2009

Alex Hürzeler (* 1. Juni 1965) ist ein Schweizer Politiker (SVP) und war 2009 bis 2024 Regierungsrat des Kantons Aargau.

## Politik
Hürzeler war von 1994 bis 2009 Gemeinderat (Exekutive) und von 1995 gleichzeitig Gemeindeammann seiner Wohngemeinde Oeschgen. Von 1997 bis 2009 war Hürzeler Mitglied des Grossen Rats. Von 2001 bis 2005 präsidierte er die Staatsrechnungskommission. Im Jahre 2004 kandidierte er bei der Regierungsratswahl zusammen mit Ernst Hasler für die SVP. Auch bei den Regierungsratswahlen 2008 war er offizieller Kandidat seiner Partei und schaffte den Einzug in den Regierungsrat im zweiten Wahlgang. Seit 1. April 2009 ist er Regierungsrat und steht dem Departement Bildung, Kultur und Sport vor. In den Jahren 2013, 2018 und 2022 amtete er als Landammann (Präsident der Kantonsregierung). Bei den Gesamterneuerungswahlen im Oktober 2024 trat er nicht mehr an. Der frei gewordene Sitz ging an Parteikollegin Martina Bircher.

## Ausbildung und Beruf
Hürzeler besuchte die Primarschule in Oeschgen und die Bezirksschule in Frick, absolvierte die Ausbildung zum kaufmännischen Angestellten und eine Weiterbildung zum Treuhänder mit eidg. Fachausweis.
Die kaufmännische Lehre mit anschliessender Berufsausübung absolvierte Hürzeler bei einer Bank. Nach Weiterbildungsjahren bei einer Revisions- und Treuhandgesellschaft war er bis zu seiner Wahl zum Regierungsrat selbständiger Mandatsleiter und Verwaltungsrat einer Treuhandgesellschaft.

## Privates
Alex Hürzeler ist verheiratet und ist wohnhaft in Oeschgen. Hürzeler war OK-Präsident des Eidgenössischen Turnfests 2019 in Aarau.